# Convolvulus angustissimus
Convolvulus angustissimus är en vindeväxtart. Convolvulus angustissimus ingår i släktet vindor, och familjen vindeväxter.

## Underarter
Arten delas in i följande underarter:
- C. a. angustissimus
- C. a. fililobus
- C. a. omnigracilis
- C. a. peninsularum